# Pingnan, Ningde
Pingnan är ett härad inom staden Ningde i provinsen Fujian i sydöstra Kina.
Pingnan är indelat i fem köpingar och sex socknar.
Köpingar (zhen):

- Changqiao (长桥镇)
- Daixi (代溪镇)
- Gufeng (古峰镇)
- Shuangxi (双溪镇)
- Tangkou (棠口镇)

Socknar (xiang):

- Gantang (甘棠乡)
- Lingxia (岭下乡)
- Luxia (路下乡)
- Pingcheng (屏城乡)
- Shoushan (寿山乡)
- Xiling (熙岭乡)